# گونتر اولریش

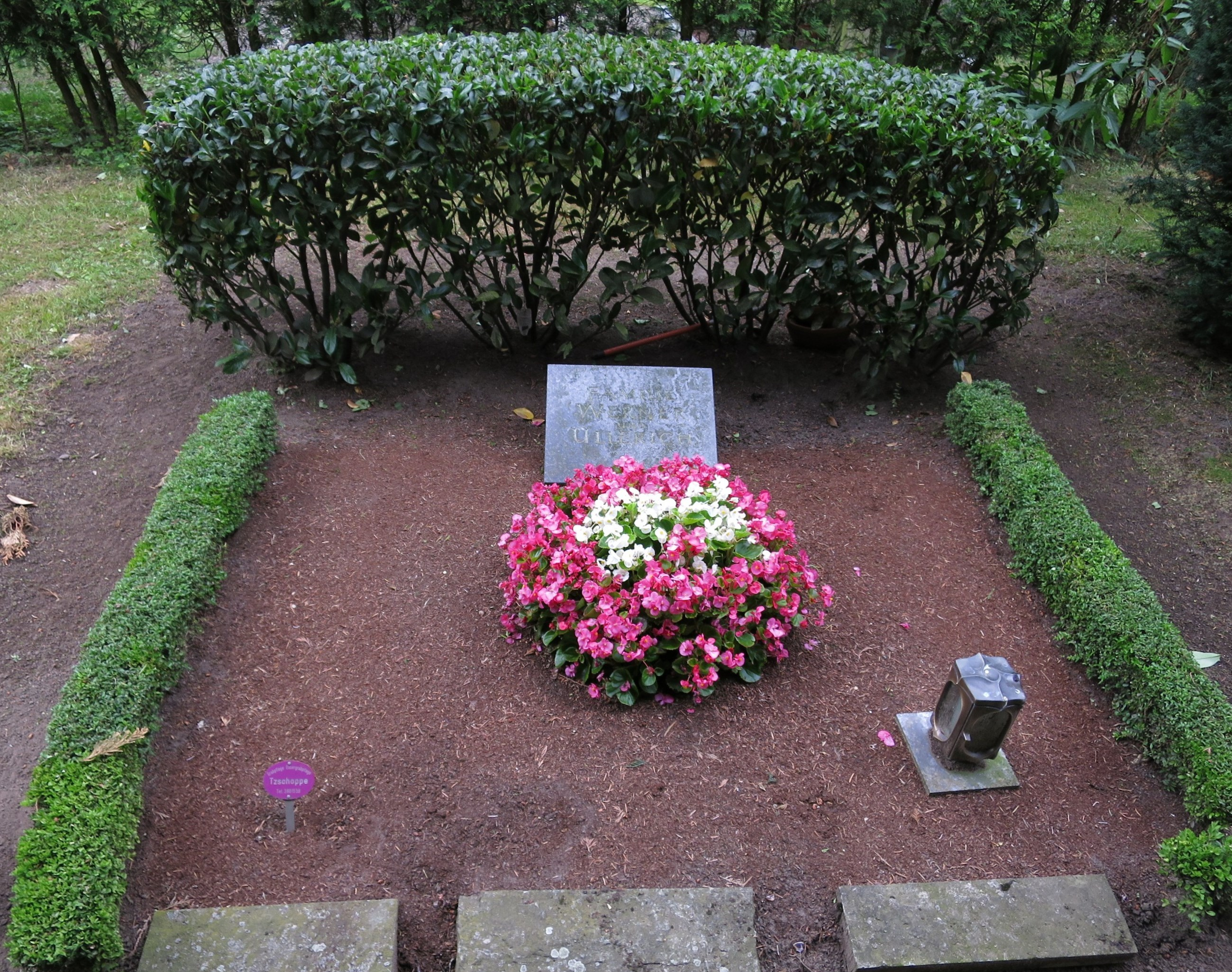
نمایی از مزار «گونتر اولریش»

گونتر اولریش (آلمانی: Günther Ullerich; ۳۰ آوریل ۱۹۲۸ – ۲۸ نوامبر ۲۰۰۷) بازیکن هاکی روی چمن اهل آلمان بود.